# 中目氏
中目氏（なかのめし）は、日本の氏族。
陸奥国を根拠地とし、江戸時代には共に仙台藩士となったが、刈田郡の中目氏は戦国時代以前から伊達氏に仕え、一家の家格を有する重臣（門閥）であった。

## 陸奥国刈田郡の中目氏

### 概要
陸奥国刈田郡中目（現：白石市中目）の在地豪族で、早くから伊達氏に仕え一族の家格に列していたというが、出自・祖先共に不詳であり、寛政4年（1792年）成立の『伊達世臣家譜』では、戦国時代の当主で、出羽国長井郡大船（現：川西町大舟）を領していた中目康長（兵庫）より以前については系譜が伝わっていないとしている。
康長は伊達稙宗・晴宗父子が争った天文の乱において晴宗方に与し、乱後に恩賞として刈田郡斎川・伊具郡毛萱・信夫郡森合を加増され、本領中目の惣成敗権を獲得している。康長の子・長政は晴宗に重用され、永禄元年（1558年）7月には家格が一家に昇格し、永禄9年（1566年）には懸田城主となっている。
伊達政宗が葛西大崎一揆後の減転封で刈田郡などを没収されると、中目氏も領地替えとなり、のちに江刺郡上門岡で497石を知行し幕末まで同地を治めた。上門岡の柏原（現：奥州市江刺稲瀬字柏原）に居館を置き、仙台屋敷は六軒丁に在った。

## 陸奥国志田郡の中目氏

### 概要
奥州探題・大崎氏の重臣で、陸奥国志田郡中目（現：大崎市古川上中目・古川下中目）に拠って中目氏を称し、下中目に居館・中目館（兵庫館）を置いた。
中目氏は氏家氏らと並ぶ大崎氏の執事であり、『余目氏旧記』に見える中目上総は、上杉房定・葛西宗清・南部信義ら近隣諸侯から大崎氏へ差し出された披露状の宛所となっている。また明応年間の「薄衣状」には中目禅門、天文年間の「古川状」には中目千増丸・中目丹波などの名が見える。戦国時代の当主・中目兵庫頭隆政は、天正16年（1588年）の大崎合戦の際に、大崎方の侍大将として従軍している。
大崎氏滅亡により中目氏も没落したが、その後慶長年間に中目定継（定継の祖父・隆継は兵庫頭隆政と同一人物か）が仙台藩に召抱えられ、のちに同家は栗原郡宮沢（現：大崎市古川宮沢）で200石を与えられた。

### 本姓について
寛政4年（1792年）成立の『伊達世臣家譜』では、志田中目氏は本姓を「源」として申告しており、家祖・寺尾大膳正以来大崎氏に仕えていたが、それ以前については不詳であるとしている。
しかし、長禄3年10月29日（1459年11月24日）付の旦那売券（御師が檀那職を他者に売却する旨の文書）に「奥州渋谷中目殿」という記載があることから、平成『古川市史』では、中目氏を河内四頭渋谷氏一族の惣領家と見ており、この分析に従えば、渋谷氏は秩父平氏の一員であるから、中目氏も本来は平姓ということになる。また『伊達世臣家譜』にある「寺尾」という名字も、相模国渋谷荘寺尾郷（現：神奈川県綾瀬市寺尾本町など）に由来する渋谷氏分家の名字である。